# Luís Miguel Muñoz Cárdaba
Luís Miguel Muñoz Cárdaba (ur. 25 sierpnia 1965 w Vallelado) – hiszpański duchowny katolicki, arcybiskup, nuncjusz apostolski w Sudanie i Erytrei, nuncjusz apostolski w Mozambiku.

## Życiorys
28 czerwca 1992 otrzymał święcenia kapłańskie i został inkardynowany do archidiecezji Toledo. W 1999 rozpoczął przygotowanie do służby dyplomatycznej na Papieskiej Akademii Kościelnej. W 2001 rozpoczął pracę w służbie dyplomatycznej Stolicy Apostolskiej. W latach 2001–2005 był sekretarzem nuncjatury w Meksyku. Pracował jako sekretarz nuncjatury w Belgii (2005–2008). Następnie pełnił funkcję radcy w nuncjaturach: we Włoszech (2008–2011), w Australii (2011–2014), we Francji (2014–2019) oraz w Turcji (2019-2020).

## Episkopat
31 marca 2020 papież Franciszek mianował go nuncjuszem apostolskim w Sudanie i Erytrei oraz arcybiskupem tytularnym Nasai. Święceń biskupich udzielił mu 25 lipca 2020 w Katedrze Najświętszej Marii Panny w Toledo sekretarz stanu Stolicy Apostolskiej kardynał Pietro Parolin. 
23 stycznia 2024 papież Franciszek przeniósł go na urząd nuncjusza apostolskiego w Mozambiku.